# Bayard-Zhang Treaty
Das Bayard-Zhang Treaty (deutsch Bayard-Zhang-Abkommen) war ein völkerrechtlicher Vertrag zwischen den Vereinigten Staaten und China, der im März 1888 unterzeichnet wurde und der bestimmte, dass keine Chinesen mehr in die USA einwandern durften; auch Chinesen, die als Migranten in den USA lebten, durften nach einer Ausreise aus den USA nicht dorthin zurückkehren. Benannt wurde der Vertrag nach US-Außenminister Thomas F. Bayard und Zhang Yinhuan, dem chinesischen Botschafter in den Vereinigten Staaten.

## Hintergrund und Geschichte
Als Abkommen, das die chinesisch-amerikanische Migration regelte, stand das Bayard-Zhang Treaty in der Nachfolge des 1868 geschlossenen Burlingame Treaty, das eine Einwanderung von Chinesen in den USA ausdrücklich vorsah, 1880 jedoch revidiert wurde. Nachdem es in den USA in den folgenden Jahren zu einer Reihe anti-chinesischer Ausschreitungen kam, wobei die amerikanische Regierung offensichtlich nicht in der Lage war, die chinesischen Staatsbürger zu schützen, zog die chinesische Regierung den Schluss, dass China selbst die Migration begrenzen müsse. Im August 1886 schlug das chinesische Außenministerium dem US-Außenministerium die Ausarbeitung eines neuen chinesisch-amerikanischen Abkommens vor. Die Verhandlungen begannen im Januar 1887 – zu einem Zeitpunkt, da die amerikanischen Politiker sich gerade zum Wahlkampf für die Präsidentschaftswahlen des Jahres 1888 rüsteten. Nach schwierigen Verhandlungen wurde im März 1888 schließlich eine Übereinkunft erzielt. Das Abkommen sah vor, dass für 20 Jahre keine chinesischen Migranten in die USA einreisen durften; dies galt für Neumigranten ebenso wie für chinesische Arbeiter (englisch: laborers), die bereits vor 1888 in die USA eingewandert waren, China danach jedoch besuchten. Ausgenommen waren Chinesen, die in den USA unmittelbare Familienangehörige oder Eigentum bzw. Forderungen im Werte von mindestens 1.000 US$ hatten. Die amerikanische Regierung erklärte sich bereit, die chinesischen Staatsbürger und ihren Besitz in Amerika zu schützen.
In China – besonders in der Provinz Guangdong, aus der viele der chinesisch-amerikanischen Migranten kamen – rief das Abkommen massive Proteste hervor, woraufhin die chinesische Regierung die Ratifikation verzögerte, bis die Amerikaner einer Verkürzung der Laufzeit des Abkommens und mehr Ausnahmen für die Regelung der Wiedereinreise von Altmigranten zustimmten.
Angesichts der Ungewissheit des Ausgangs der internationalen Verhandlungen begann der US-Kongress mit den Vorbereitungen für ein Bundesgesetz, mit dem die amerikanischen Positionen unilateral, d. h. ohne Rücksicht auf die Interessen des chinesischen Verhandlungspartners, umgesetzt werden konnten. Als Scott Act wurde dieses Gesetz am 1. Oktober 1888 schließlich unterzeichnet.